# Gestapo
Pour le service de la Légion étrangère, voir Division statistiques et protection du personnel de la Légion étrangère.
Pour l’article ayant un titre homophone, voir Gaystapo.
Ne doit pas être confondu avec Geheime Feldpolizei.

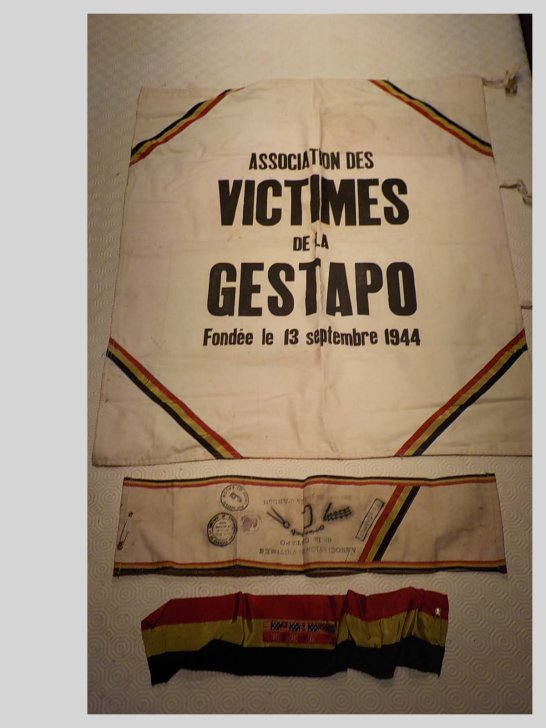
Drapeau de l'Association des victimes de la Gestapo, fondée le 13 septembre 1944.

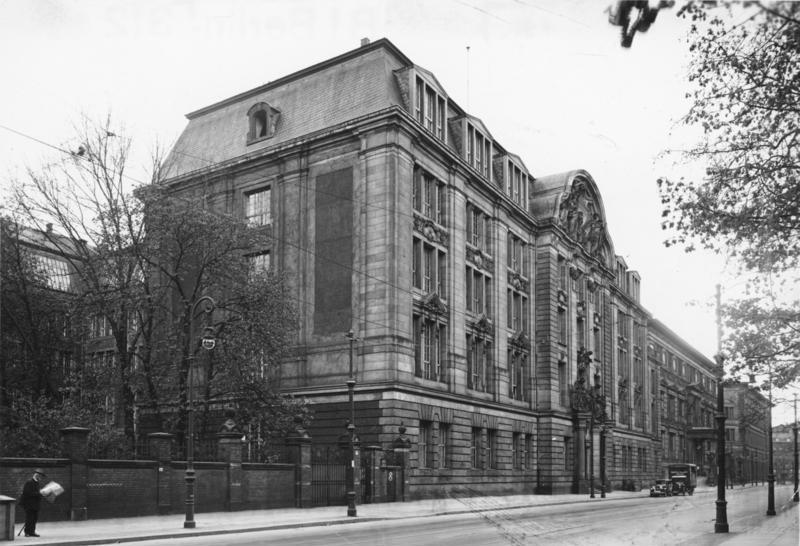
Le siège de la Gestapo, Prinz-Albrecht-Straße à Berlin (actuelle Niederkirchnerstraße).

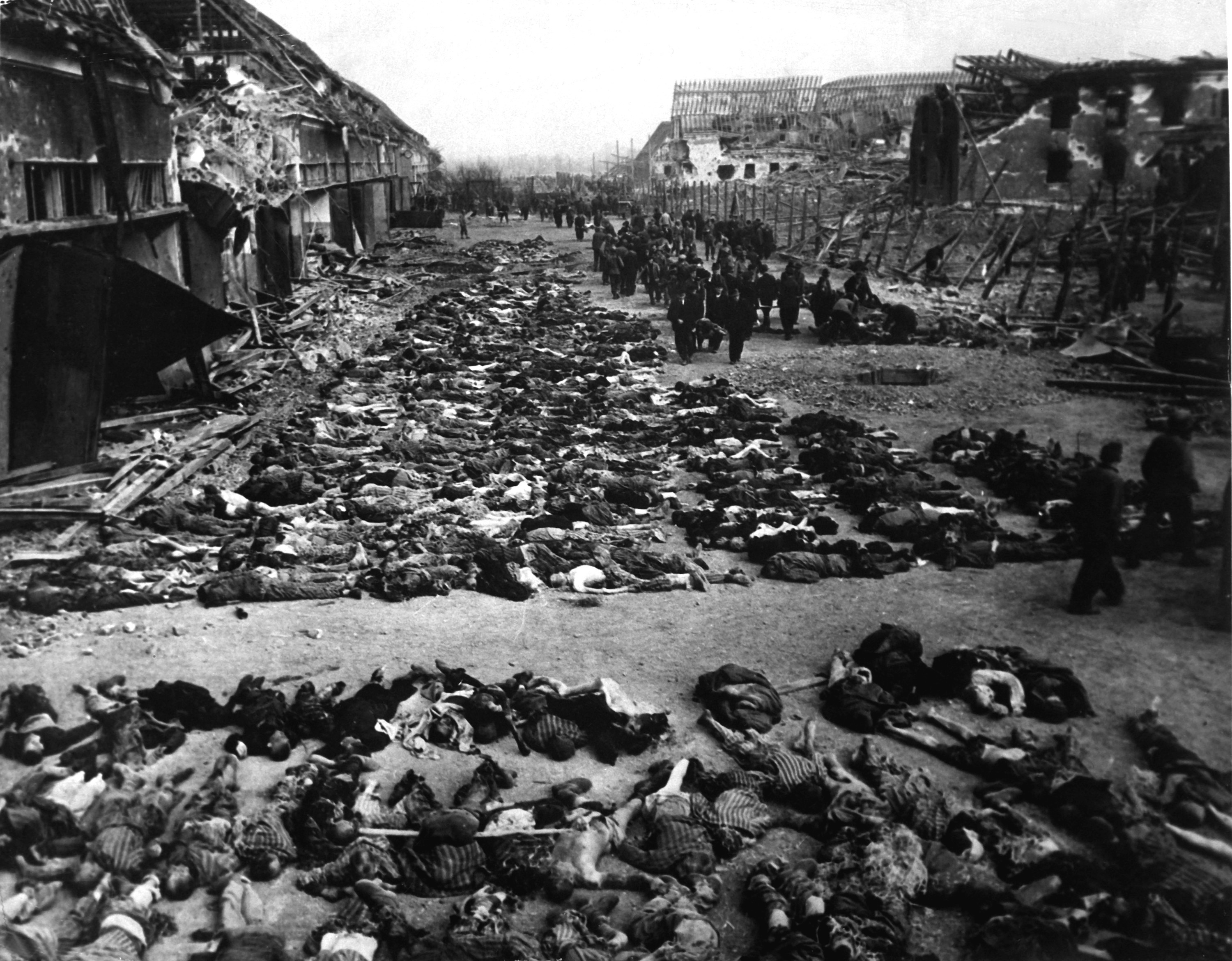
Vue du camp de Dora-Nordhausen après le bombardement allié avec les bâtiments endommagés et les tués. Photo lors de sa libération par les Alliés le 12 avril 1945.

La Gestapo, acronyme tiré de l'allemand Geheime Staatspolizei signifiant « Police Secrète d'État », était la police politique du Troisième Reich. Fondée en Prusse par Hermann Göring, son pouvoir s'étendit ensuite, sous l'impulsion de Heinrich Himmler, à l'ensemble du Reich et des territoires envahis par ce dernier au cours de la Seconde Guerre mondiale.
Intégrée à partir de 1939 au Reichssicherheitshauptamt (ou RSHA en abrégé, « Direction générale de la sécurité du Reich ») de Reinhard Heydrich, elle fut successivement dirigée par :
- Rudolf Diels (en tant qu'organisation prussienne) de 1933 à 1934 ;
- Reinhard Heydrich de 1934 à 1936 ; puis de 1936 à 1939 (en tant que directeur de la Sipo, englobant la Gestapo) ;
- Heinrich Müller[a] de 1939 à 1945.

Chargée de lutter contre les opposants internes ou externes, réels ou supposés, puis contre les adversaires du régime nazi ou les résistants dans les pays occupés, elle fut, par ses exactions, synonyme de terreur et d'arbitraire. Elle joua un rôle essentiel dans l'extermination des Juifs d'Europe, notamment via l'Amt B4 (bureau B4), dirigé par Adolf Eichmann.
Active jusqu'aux derniers jours du régime nazi, elle fut condamnée en tant qu'organisation criminelle lors du procès de Nuremberg.

## Évolution et structure

### Contexte
De l'insurrection spartakiste aux actions des corps francs, de l'assassinat de Walther Rathenau au putsch de la Brasserie, la république de Weimar est marquée par une profonde instabilité et de fréquentes violences politiques, au cours desquelles s'illustre notamment la Sturmabteilung (milice) du parti nazi. L'appareil d'État allemand met en œuvre une stratégie de lutte essentiellement dirigée contre les communistes et les antinazis, exécutée par la police régulière, comme en Bavière, ou par la police politique, comme en Prusse. De son côté, à l'initiative d'Heinrich Himmler, le parti nazi se dote d'un service de sécurité interne, le Sicherheitsdienst (SD), confié à Reinhard Heydrich.

### Göring et création
« Pendant des semaines, j'ai travaillé personnellement à la réorganisation pour arriver à créer, moi seul, de mon propre mouvement et de ma propre initiative, le service de la Gestapo. Cet instrument, qui inspire une profonde terreur aux ennemis de l'État, a puissamment contribué au fait qu'on ne peut plus parler aujourd'hui d'un danger communiste ou marxiste en Allemagne ou en Prusse »

— Hermann Göring, 1934.

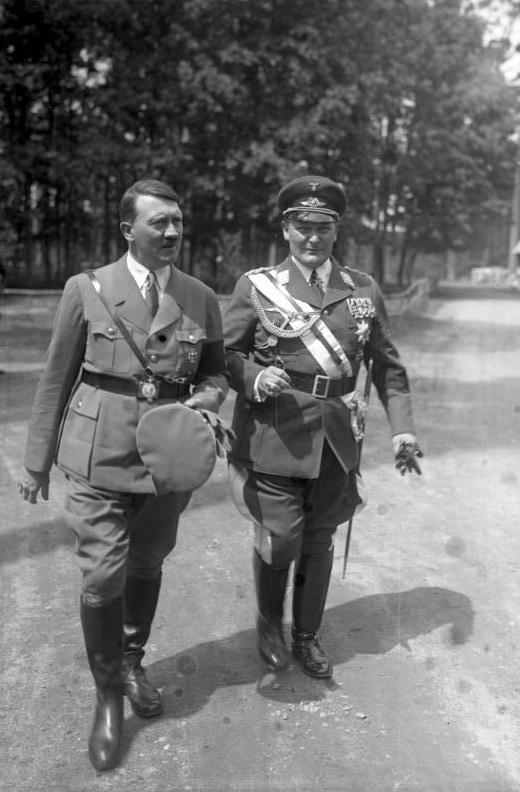
Adolf Hitler et Hermann Göring en juin 1934.

Lors de l'arrivée au pouvoir des nazis en janvier 1933, ceux-ci mettent en place une politique de répression suivant trois axes : l'écartement, l'internement et l'élimination des opposants politiques en dehors de tout cadre légal, menés par la SA et la SS, notamment avec l'ouverture des premiers camps de concentration ; la mise en place d'un cadre juridique permettant de donner à la répression un cadre légal ; la création d'un organe consacré à la police politique, la future Gestapo.
Député au Reichstag et membre du Landstag de Prusse depuis mai 1928, président du Reichstag en 1932, ministre sans portefeuille, commissaire à l'aviation et ministre de l'Intérieur de Prusse dans le gouvernement d'Adolf Hitler, Hermann Göring prend les rênes de la police prussienne, la plus importante d'Allemagne, le 12 février 1933. Il entreprend dès le lendemain la nazification en congédiant 22 commissaires sur 32 qui sont remplacés par des nazis recrutés dans les rangs des SA. De plus, il arme les policiers de revolvers, jugeant les matraques de caoutchouc et les bâtons qui étaient utilisés auparavant comme des « armes méprisables » et déclare qu'il assume personnellement la responsabilité de toutes les balles tirées par un policier. Dès le 22 février, Göring accroît ses forces en nommant 25 000 SA, 10 000 SS et 15 000 membres du Stahlhelm en tant que policiers auxiliaires,.

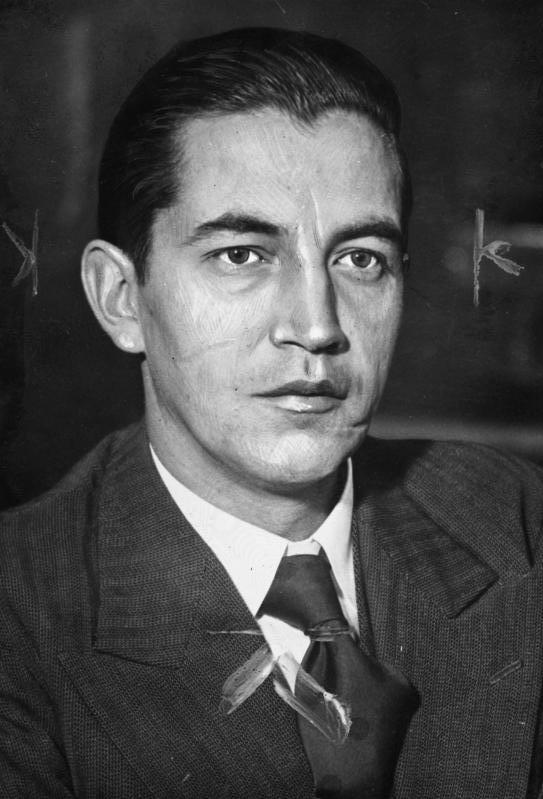
Rudolf Diels en 1934.

Dans cette opération d'écartement des policiers aux sentiments républicains, il dispose d'une aide précieuse, celle de Rudolf Diels qui a d'ailleurs épousé la nièce de Göring, Ilsa. Chef de la section politique de la police prussienne, l'Amt IA, qui avait combattu communistes et nazis avec efficacité et énergie, Diels met ses fichiers au service du nouveau pouvoir. Ses fichiers comprennent plusieurs documents compromettants obtenus depuis plusieurs années capables de déshonorer des adversaires qu'ils soient nazis ou antinazis. Diels avait obtenu notamment des lettres privées d'Ernst Röhm où ce dernier manifestait ses penchants homosexuels. Immédiatement après la proclamation des lois d'urgence du 28 février 1933 pour la défense du peuple et de l'État, officiellement justifiés par l'incendie du Reichstag, la police prussienne prend part, aux côtés de la SA et de la SS à la première grande rafle d'opposants organisée à Berlin dans la nuit du 28 février au 1er mars 1933. Dès ce moment, la Gestapo « pouvait agir sans restriction et sans responsabilité, pratiquer l'arrestation secrète et la détention à perpétuité sans accusation, sans preuve, sans audience. Aucune juridiction ne pouvait s'y opposer, ni ordonner la mise en liberté et réclamer un nouvel examen du dossier ».
Le 5 mars 1933 des élections auront lieu puisque Hitler a obtenu la dissolution du Reichstag et Göring n'hésite pas à utiliser le service de police afin de servir la campagne du parti nazi. D'ailleurs, au cours du mois de février, 50 personnes s'affichant antinazis furent tuées. Ces élections se solderont par un nouveau succès pour le parti nazi. Göring est nommé ministre-président de Prusse le 5 mars 1933, tout en conservant son poste de président du Reichstag ; c'est à ce titre qu'il fait adopter, le 23 mars, lors de l'ouverture de la nouvelle session parlementaire une loi couvrant les crimes et délits commis dans une intention patriotique, complétée, le 23 juin, par l'amnistie des condamnations prononcées contre des nazis avant la prise du pouvoir.
La Gestapo est officiellement créée le 26 avril 1933 par un décret prononcé[pas clair] par Göring en tant que police secrète d'état ; elle est dirigée par le ministre de l'Intérieur de Prusse, c'est-à-dire Göring lui-même avec Diels comme adjoint. Dans la foulée, la Gestapo, dont les activités sont jusqu'alors officiellement limitées à Berlin, ouvre un bureau dans chaque district prussien qui demeure subordonné au service central de Berlin et met en place, dès le mois de juin, un réseau de surveillance de l'opinion publique et de délation,. Elle démantèle l'organisation clandestine du parti communiste mais enquête également sur les activités de la SA, perçue par Göring comme une rivale, et dont elle fait fermer ou transférer à la SS, ses camps de concentration « privés ».
À la suite des manœuvres de Wilhelm Frick (acteur majeur des lois de Nuremberg), qui n'accepte pas que la Gestapo échappe à son autorité, Diels est révoqué en septembre 1933, pour être remplacé par Paul Hinkler, alcoolique notoire ; son mandat dure moins d'un mois, avant le retour en fonction de Diels, qui fait aussitôt arrêter son éphémère successeur. Afin d'éviter la répétition de tels soubresauts, la Gestapo est officiellement soustraite des attributions du ministère de l'Intérieur, le 30 novembre 1933, pour ne relever que du ministre-président de Prusse, c'est-à-dire Hermann Göring,.
Le 1er avril 1934, Diels est à nouveau limogé, pour être remplacé, le 20 avril, par Heinrich Himmler, Göring conservant toutefois officiellement la direction de la Gestapo.

### Prise en main par la SS et intégration au RSHA

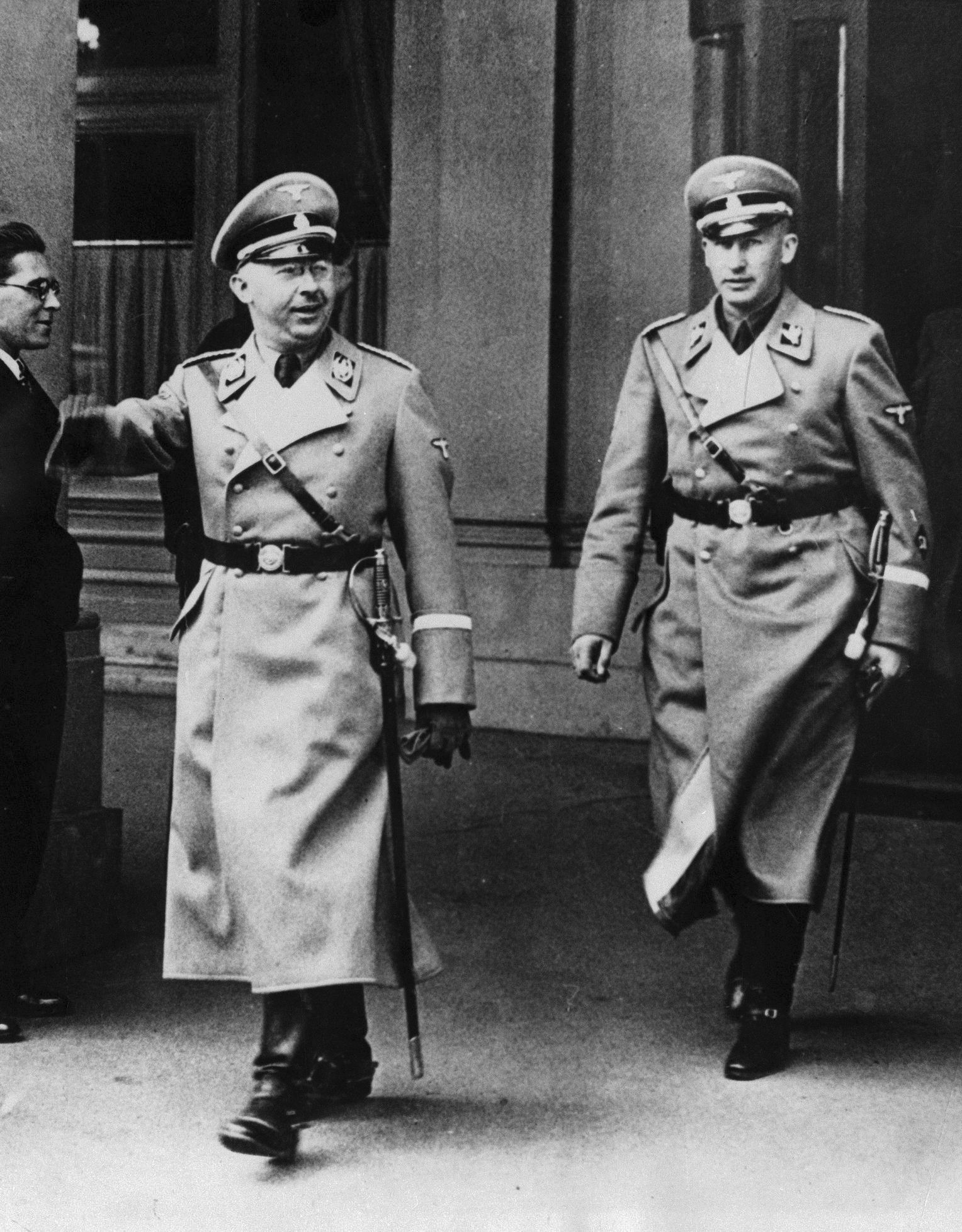
Heinrich Himmler et Reinhard Heydrich en mars 1938.

Pendant que Göring organise la Gestapo en Prusse, Heinrich Himmler prend petit à petit le contrôle des polices des autres États allemands : en mars 1933, il est nommé préfet de police de Munich, puis, un mois plus tard, président de la police de Bavière ; dans les mois qui suivent, il prend le contrôle des polices de Hambourg, du Mecklembourg, de Lübeck, de la Thuringe. Au printemps 1934, il dirige toutes les polices allemandes à l'exception de celle de la Prusse. Sorti vainqueur d'une lutte pour le pouvoir qui l'oppose à Kurt Daluege, le protégé de Wilhelm Frick, Himmler unifie toutes les polices allemandes dès sa nomination à Berlin et étend le champ d'action de la Gestapo à toute l'Allemagne ; à la tête du service central de la Gestapo, il nomme son plus proche adjoint, Reinhard Heydrich, déjà responsable du SD. Heydrich prend comme adjoint à la direction de la Gestapo un ancien membre de la police criminelle de Munich sous la république de Weimar, Heinrich Müller, qui s'était notamment illustré dans la lutte contre les communistes.
Le 17 juin 1936, Himmler est nommé chef de toutes les polices allemandes (Chef der Deutschen Polizei) ; il contrôle l'Ordnungspolizei (OrPo ou Polizei) de Kurt Daluege et la Sicherheitspolizei (Sipo), qui regroupe la Gestapo et la Kriminalpolizei (Kripo), dirigée par Arthur Nebe. La Sipo est chargée de lutter contre les ennemis de l'État : la Kripo poursuit « les individus qui par la suite de dégénérescence physique ou morale sont séparés de la communauté populaire et qui violent, dans leur intérêt particulier, les dispositions prises pour préserver l'intérêt général », la Gestapo s'occupant « des individus qui, comme mandataires des ennemis du peuple allemand national-socialiste, veulent détruire l'unité nationale et anéantir la puissance de l'État ».
Le 22 septembre 1939, la Sipo est incorporée, avec le Sicherheitsdienst (SD), au Reichssicherheitshauptamt (RSHA), placé sous la direction de Heydrich. À la mort de celui-ci, en juin 1942, Himmler assurera une supervision directe de quelques mois puis nommera comme successeur, Ernst Kaltenbrunner en début 1943.

### Missions et pouvoirs
« La Gestapo a la tâche de rechercher toutes les intentions qui mettent l'État en danger, et de lutter contre elles, de rassembler et d'exploiter le résultat des enquêtes, d'informer le gouvernement, de tenir les autorités au courant des constatations importantes pour elles et de leur fournir des impulsions »

— Décret d'Hermann Göring du 10 février 1936.

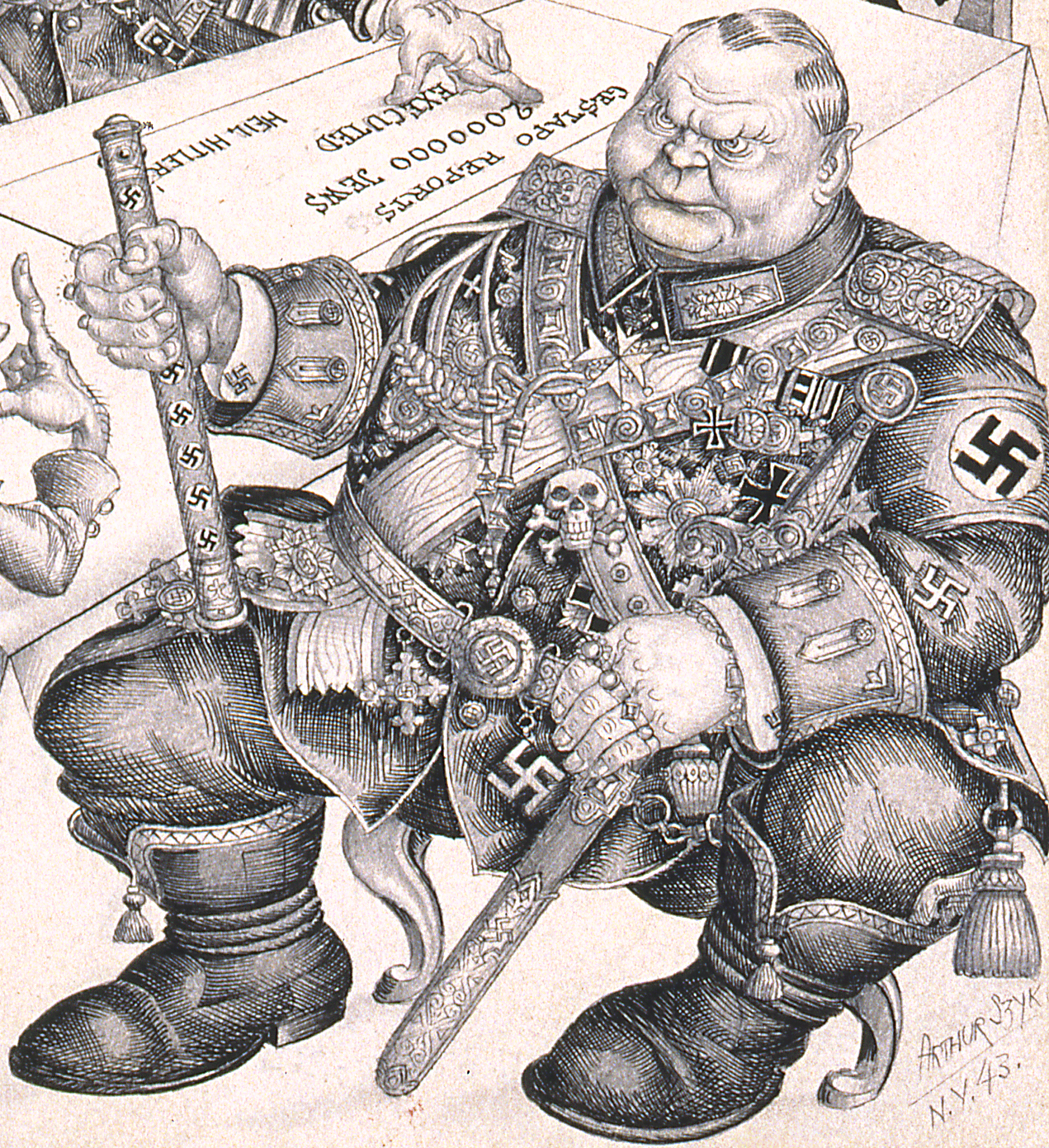
Caricature de Göring par A. Szyk, en 1943.

L'absence de tout cadre légal, avant le décret de Göring, n'empêche pas la Gestapo d'agir dès 1933. Sur la base des décrets des 28 février 1933 et 8 mars 1934, qui mettent en place la détention de protection (Schutzhaft), elle peut emprisonner ou interner en camp de concentration qui bon lui semble, sans limite de durée, sans chef d'accusation et sans procès. L'absence de tout contrôle juridictionnel sur les agissements de la Gestapo est officiellement confirmé le 10 février 1936, par une loi qui indique notamment que « les ordres et les affaires de la police secrète ne sont pas sujets à l'examen des tribunaux administratifs », loi qui ne fait que confirmer un avis de la Cour administrative de Prusse de 1935, selon lequel une mise en détention de protection ne peut être contestée devant un tribunal.

### Organisation interne

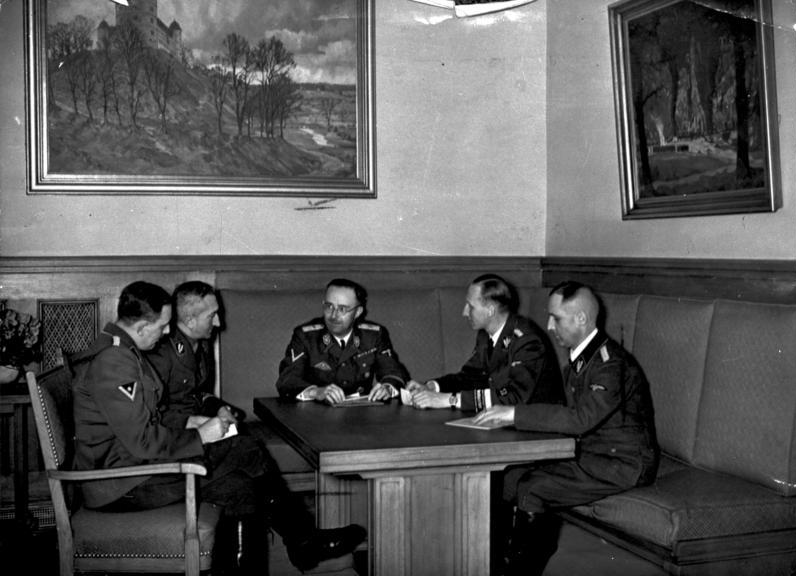
Réunion à Munich en novembre 1939, de gauche à droite : Huber, Nebe, Himmler, Heydrich et Müller.

Placée sous l'autorité opérationnelle de Heinrich Müller de 1936 à 1945, la Gestapo est organisée en six départements (en allemand Amt, au singulier), qui comportent plusieurs sections. La plus connue d'entre elles, la section B4, dirigée par Adolf Eichmann, va être le principal organisateur de l'extermination des Juifs d'Europe.
- Amt A : adversaires du nazisme
  1. Communistes, marxistes et organisations apparentées, propagande illégale ou hostile
  2. Contre-sabotage et mesures de sécurité générale
  3. Réactionnaires, libéraux, légitimistes, émigrés
  4. Service de sécurité, prévention des attentats
- Amt B : églises, sectes religieuses, Juifs et francs-maçons
  1. Catholicisme politique
  2. Protestantisme et sectes
  3. Autres églises et francs-maçons
  4. Juifs
- Amt C
  1. Fichier central, gestion du personnel, surveillance des étrangers
  2. Internements de protection
  3. Presse et publications
  4. Affaires du parti
- Amt D : territoires occupés et travailleurs étrangers en Allemagne
  1. Protectorat et Tchécoslovaques résidant dans le Reich
  2. Gouvernement général et Polonais résidant dans le Reich
  3. Ennemis de l'État étrangers
  4. Territoires de l'Ouest : Pays-Bas, Belgique, France, Luxembourg, Alsace, Lorraine, Norvège, Danemark
- Amt E : Contre-espionnage
  1. Problèmes généraux et contre-espionnage dans les usines du Reich
  2. Problèmes économiques généraux
  3. Pays de l'Ouest
  4. Pays nordiques
  5. Pays de l'Est
  6. Pays du Sud
- Amt F
  1. Police des frontières
  2. Passeports
  3. Cartes d'identité
  4. Police des étrangers
- Amt P : Relations avec les polices étrangères
- Referat N (1941) : centralisation des renseignements

## Rôle

### Élimination des opposants

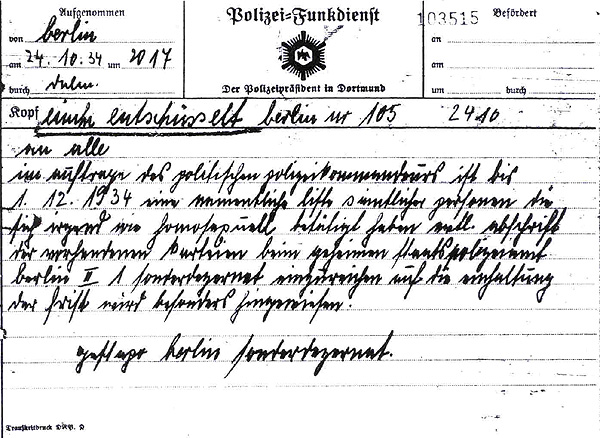
Radio télégramme de la Gestapo demandant au chef de la police de Dortmund d'établir une liste de personnes homosexuelles, en 1934.

Au travers de l'appareil du parti nazi, du Gauleiter au Blockleiter, la Gestapo dispose en Allemagne, « de dizaines de milliers d'oreilles et d'yeux attentifs ». Mais la Gestapo proprement dite n'a pas développé un encadrement lourd de la population, en raison de l'encadrement par le parti, mais aussi des nombreuses lettres de dénonciation que ses services reçoivent tous les jours : à Cologne, en 1942, on compte 69 membres de la Gestapo pour 750 000 habitants. Si le rôle réel de la Gestapo dans l'incendie du Reichstag est controversé, elle est bien au centre la préparation de la nuit des Longs Couteaux. Elle contribue à monter le dossier du faux complot de Ernst Röhm contre Adolf Hitler et à rédiger la liste des personnes à assassiner ; elle participe également aux meurtres et commet notamment ceux de Herbert von Bose, de Kurt von Schleicher et de son épouse et d'Erich Klausener.
Désormais indépendante, la SS peut mener à bien sa besogne. Le parti nazi étant reconnu parti unique, la Gestapo continue à traquer sans relâche les opposants politiques, en particulier les membres du KPD, et de façon générale tous les résistants allemands au nazisme. De même, ceux qui n'entrent pas dans l'idéal du parti que les nazis appellent la Volksgemeinschaft (la communauté du peuple), sont rapidement repérés et interceptés : le fichage des homosexuels est ainsi confié à la Gestapo en 1934. On commence alors à s'intéresser aux minorités en particulier aux Juifs. Le parti va mettre à la disposition de la Gestapo une base légale pour multiplier les arrestations : le 19 septembre 1935, sont votées les lois de Nuremberg dans lesquelles il est disposé que tout mariage entre Juif et Allemand non-juif est strictement interdit.
Un climat général de terreur s'est installé en Allemagne. Alors que la police apparaît lors des films de propagande comme proche du peuple, les dénonciations se multiplient. Durant l'été 1936, Himmler est nommé Chef der Deutschen Polizei (chef de toutes les polices d'Allemagne) mais c'est Heydrich, son bras droit qui la dirige véritablement. En outre, le ministère de l'Intérieur possède encore un contrôle important. Les intellectuels SS ont un rôle de plus en plus déterminant au sein de la machine nazie à partir de la fin des années 1930. Werner Best, juriste et technocrate SS, est l'un d'eux. Il assiste Heydrich à la tête de la Gestapo jusqu'en 1940. Franz Six est quant à lui le concepteur du Gegnerforschung (section de la Gestapo qui traque les ennemis du Reich) et recruté par Heydrich au sein du SD. En 1938, à la suite de l'Anschluss, les dirigeants de la gauche autrichienne sont arrêtés. L'année suivante, la Gestapo établit une liste des opposants tchèques à supprimer.

### Poursuite de la répression
Les oppositions grandissent contre la brutalité du régime policier. L'association de la Rose blanche, dirigée par Sophie et Hans Scholl, critique la boucherie de Stalingrad ainsi que les déportations. Dénoncés, ils sont arrêtés par la Gestapo puis décapités le 22 février 1943 près de Munich.
La police secrète traque les auditeurs des radios étrangères, dont l'usage est strictement interdit, reconnu comme un acte de trahison. Les amateurs de musique américaine (jazz et swing) sont également pourchassés puisque le régime n'autorise pas l'écoute de la « musique nègre ». Enfin, les mariages mixtes sont analysés au peigne fin. À Francfort, Heinrich Baab ordonne l'arrestation des Juifs mariés avec des Aryens : la ville va connaître des dizaines de milliers d'arrestations (1941-1943).
Au mois d'août 1943, Himmler est nommé Reichs-und Preussischer Minister des Innern (« ministre de l'Intérieur ») : il est désormais le maître incontesté du régime policier allemand.

### Toute-puissance et chute
À compter de l'attentat du 20 juillet 1944, la terreur devient l'un des ressorts du totalitarisme national-socialiste. Cette politique se renforce au fil des mois, jusqu'au tout derniers jours du conflit. L'action de la Gestapo se focalise alors contre les opposants de longue date au régime, les pillards, que les policiers sont autorisés à exécuter sur le champ à partir de septembre 1944. De plus, son contrôle sur les populations étrangères dans le Reich (travailleurs forcés) se renforce par la volonté de traquer systématiquement les évadés du Service du Travail, qui avec la désorganisation consécutive aux bombardements, forment des bandes, subsistant grâce au marché noir, de plus en plus entreprenantes au fil des mois. Dans les dernières semaines du conflit, un nombre important de ces bandes sont démantelées et leurs membres fusillés.

### Répression dans les territoires occupés

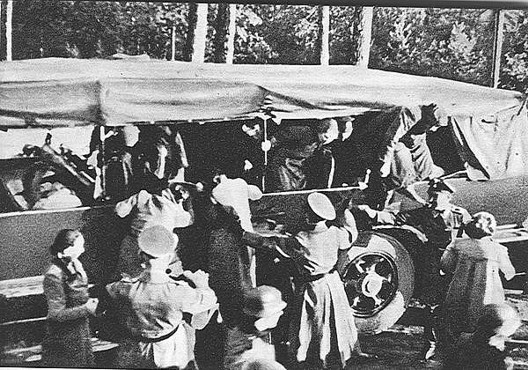
Prisonniers polonais regroupés par la police secrète nazie dans la forêt de Palmiry, près de Varsovie, en 1940, dans le cadre de lAB-Aktion ; cette photo fut prise par des agents de l'État polonais clandestin.

Au cours de l'année 1939, les dirigeants de la Gestapo forment leurs hommes à une prochaine entrée en guerre. Müller coordonne l'opération Tannenberg qui sera un prétexte pour attaquer sans scrupule la Pologne en septembre.
Le 4 juin 1942, Heydrich est tué dans un attentat à Prague. Cet événement intensifie la violence et les arrestations. Himmler reprend provisoirement la direction du RSHA jusqu'en janvier 1943, date à laquelle Ernst Kaltenbrunner lui succède. En représailles à sa mort, près de la capitale tchèque, les SS et la Gestapo rayent de la carte le village de Lidice en fusillant tous les hommes et en déportant les femmes et les enfants. En Pologne, par exemple à Lublin, le chef de la Gestapo, Oswald Gundelach (de) fait assassiner des dizaines de milliers d'innocents et organise une gigantesque rafle antijuive entre le 3 et le 4 novembre 1943 : plus de 43 000 personnes sont assassinées.

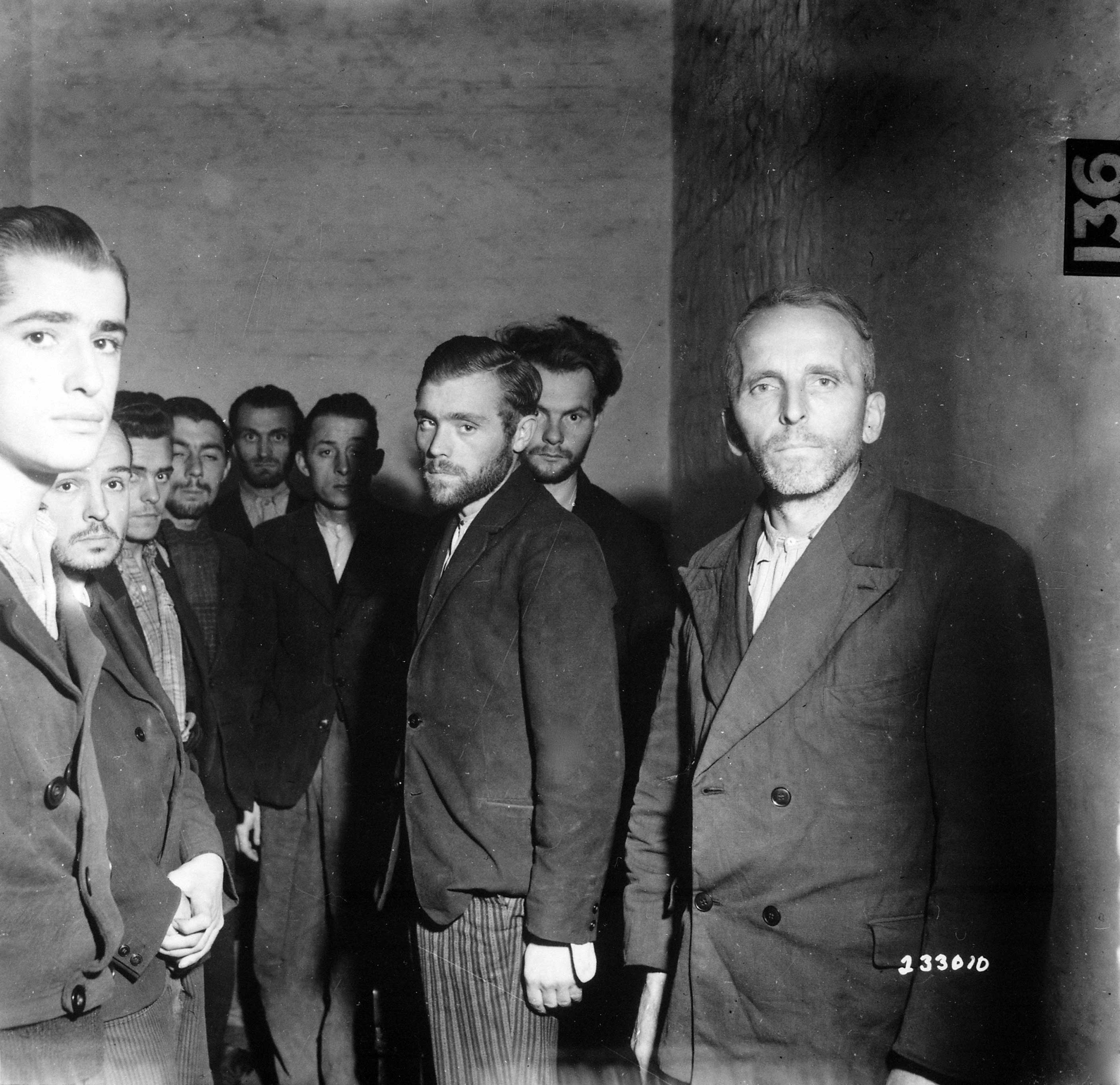
Agents de la Gestapo arrêtés à Liège, en 1944.

À Paris, c'est l'Obersturmbannführer Kurt Lischka qui dirige la Gestapo à partir de l'automne 1940 en s'installant rue des Saussaies (8e arrondissement – actuels locaux du Ministère de l'Intérieur). Le président du Conseil français, Pierre Laval, se met d'accord avec les nazis pour mener efficacement l'arrestation des Juifs par la police et la gendarmerie françaises : au total 80 000 Juifs français sont déportés.
En France, la Gestapo a aussi parfois la charge de contrôler et censurer le courrier (travail généralement assuré par la Wehrmacht) : elle appose sur les plis contrôlés un cachet rond où figure la légende « Geheime Staatspolizei » avec au centre l'aigle allemand à croix gammée. L'action de la Gestapo, en France, a bénéficié de l'aide de 6 000 agents français et de l'appui de 24 000 informateurs occasionnels. Les agents français étaient dirigés par Masuy.

### Déportation et extermination des Juifs d'Europe
Entre l'automne 1939 et le printemps 1940, Hitler veut gagner la guerre au plus vite. Il ordonne l'élimination de 70 000 personnes par les Einsatzgruppen en Europe de l'Est, en particulier en Ukraine et en Biélorussie. Les unités SS et la Gestapo prêtent main-forte à ces unités mobiles pour exterminer les hommes en âge de combattre. Avec la réquisition des moyens de la Société nationale des chemins de fer français (SNCF), c'est notamment au sein de la Gestapo dans le service IV.B.4, dirigé par Adolf Eichmann, que sont organisés tous les transports de déportés vers les camps de concentration. C'est également la Gestapo qui procède aux arrestations des Juifs — qui désormais doivent porter l'étoile jaune — et des opposants politiques en Allemagne et dans les territoires conquis.

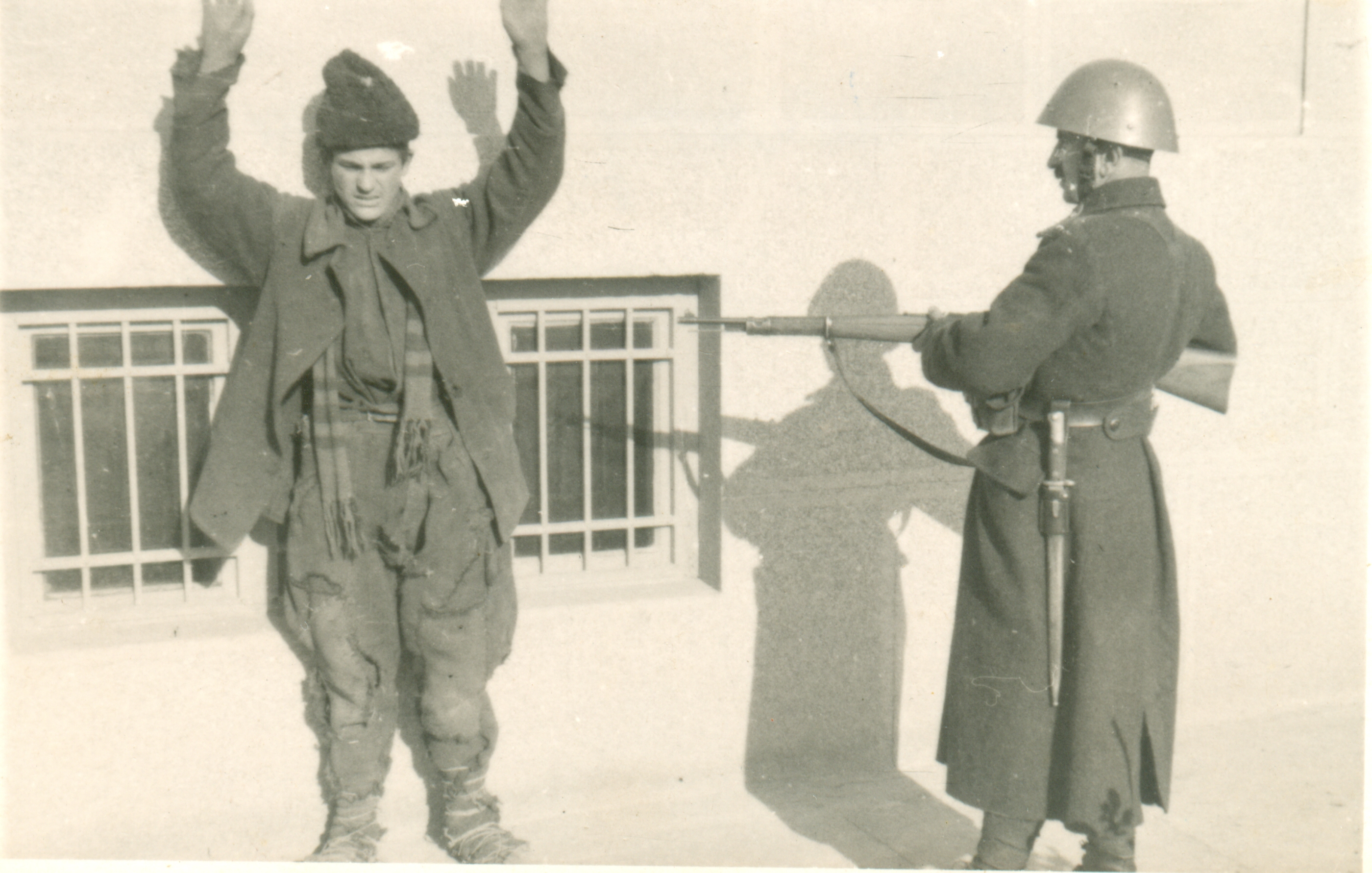
« Opposant » miséreux tenu en joue par la Gestapo à Negotin (Serbie), 1942-1944.

Le 31 juillet 1941, Heydrich établit un plan pour l'élimination des Juifs à « grande échelle » : l'opération Reinhard. L'objectif est de planifier l'extermination de 2 millions de Juifs polonais. Durant l'automne, Himmler ordonne sa mise en place. Le 20 janvier 1942, Müller est présent à la conférence de Wannsee, durant laquelle on coordonne la Endlösung (« Solution finale »). Le projet est diffusé au sein de la Gestapo, auxiliaire incontournable de sa mise en place. Heydrich veut faire de ses policiers non plus les modèles de la Volksgemeinschaft, mais « des policiers politiques », véritables acteurs de la Solution finale.

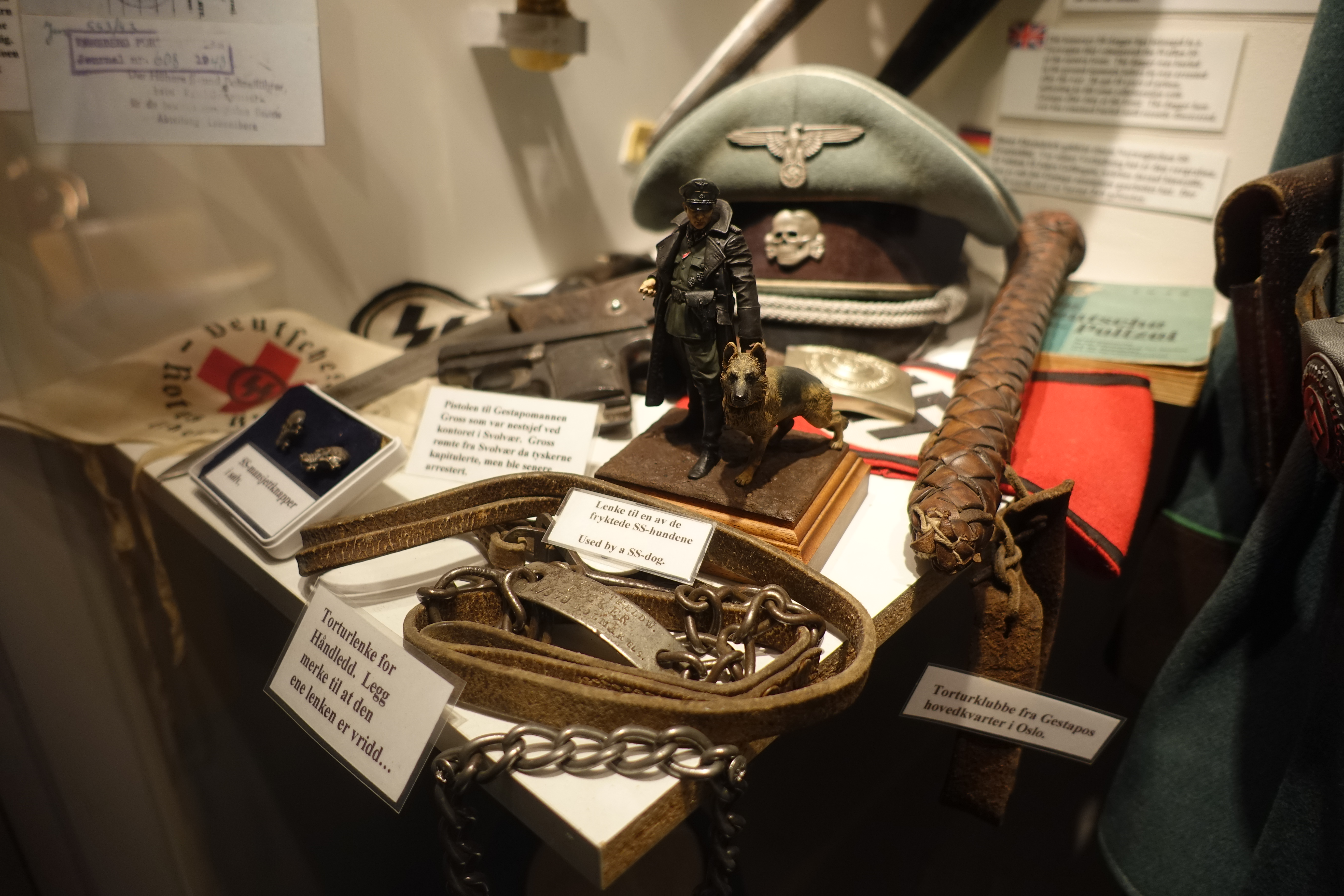
Chaîne pour torture, laisse de chien, casquette à visière SS, figurine de SS avec un chien.... Lofoten Krigsminnemuseum, salle Gestapo au musée de Svolvaer (Norvège).

La Gestapo fonctionne sans aucun tribunal et décide elle-même des sanctions à appliquer. Elle s'est rendue célèbre, en Allemagne d'abord, puis dans toute l'Europe occupée, par la terreur implacable qu'engendrent ses procédés. Elle incarne l'arbitraire et l'horreur des forces nazies. La Gestapo est une police des esprits, ayant des informateurs dans toutes les couches sociales de la population. Aux 3 500 policiers allemands présents sur le territoire français, s'ajoutent 40 000 auxiliaires d'origines diverses, y compris le grand banditisme. En avril 1942, Himmler obtient d'Hitler que les pouvoirs de police, dans les territoires occupés en France, soient transférés des militaires au général de police SS, Carl Oberg. La Gestapo peut alors appliquer à la France les méthodes employées en Allemagne et dans les autres territoires occupés. Dès le 10 juin, le pouvoir central nazi lui recommande d'utiliser la torture lors des interrogatoires pour arracher des aveux et des informations aux prisonniers récalcitrants. C'est le cas notamment du chef de la Gestapo à Lyon, Klaus Barbie, le « bourreau de Jean Moulin ».

## Principaux agents et officiers
- Klaus Barbie (Sipo-SD Lyon)
- Werner Best (Sipo-SD Copenhague)
- Karl Bömelburg
- Theodor Dannecker (Sipo-SD Paris)
- Rudolf Diels

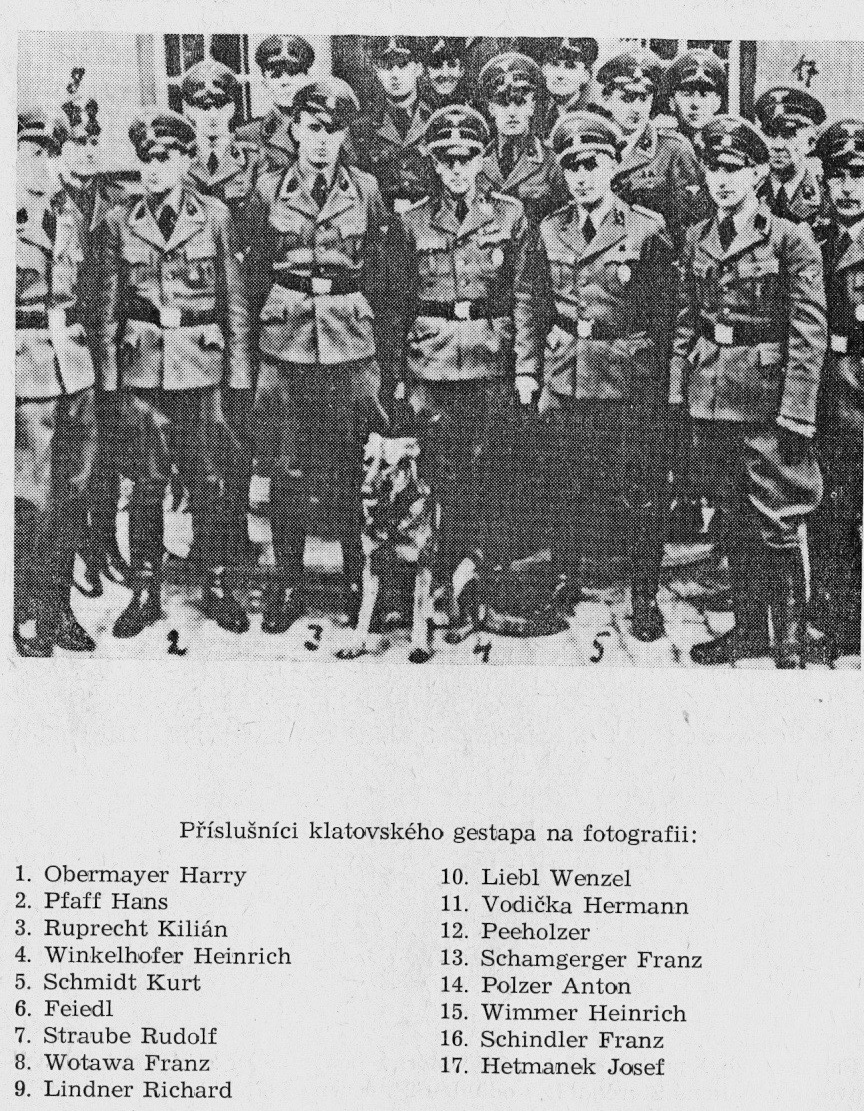
Membres de la Geheime Staatspolizei à Klatovy (République tchèque),1939-1945.

- Adolf Eichmann, affaires juives, Gestapo (Berlin)
- Gerhard Flesch
- Hermann Göring, fondateur de la Gestapo
- Oswald Gudenlach[réf. nécessaire][34]
- Viktor Harnischfeger (Sipo-SD Lille)[réf. nécessaire]
- Reinhard Heydrich, directeur de la Gestapo, puis chef du RSHA en français : « Office central de la sécurité du Reich » qui supervise la Gestapo, et « vice-gouverneur » du Reich en Bohême-Moravie (Prague)
- Heinrich Himmler, chef de la SS et de toutes les polices du Reich (Berlin)
- Herbert Kappler
- Ernst Kaltenbrunner, successeur d'Heydrich au RSHA (Berlin)
- Werner Knab (Lyon)[35]
- Helmut Knochen (Paris)
- Kurt Lischka (Paris)
- Heinrich Müller, chef central de la Gestapo, rattachée au RSHA (Berlin)
- Pierre Paoli
- Henry Rinnan (en)
- Walter Schellenberg
- Karl Eberhard Schöngarth
- Julius Ritter (responsable en France du STO et de la Déportation)